# Хромозом 2 (човек)
Хромозом 2 у кариотипу човека је аутозомни хромозом други по реду по величини. Према положају центромере припада субметацентричним хромозомима. Изграђен је од 255 милиона базних парова што представља око 8% од укупне количине ДНК у ћелији.

## Гени и болести
Мапирани гени на хромозому 2 изазивају следеће болести човека:
- урођена струма
- урођени хипотиреоидизам
- липопротеинемија, хипобета, абета, хипербета и апо
- HELLP синдром у трудноћи
- Alstromov синдром
- Lissencefalija
- Criegler-Najjarov синдром
- Бардет-Биедлов синдром
- Ehlers-Dunlos синдром тип IV
- Bjornstadov синдром
- epidermolysis bullosa
- Ксеродерма пигментозум тип Б
- Oguchijeva болест
- Zellwegerov синдром
- Alportov синдром
- Muir-Torreov синдром
- мушки псеудохермафродитизам са хипоплазијом Leydigovih ћелија
- Myoschieva миопатија
- Parkinsonova болест
- Leyghov синдром
- Betlemova миопатија
- поремећај згрушавања зависан од витамина К
- цистинурија
- ситостеролемија
- микропенис
- хипогонадотропни хипогонадизам
- мушки превремени пубертет
- акутна масна јетра у трудноћи
- аутозомно рецесивна глувоћа
- примарни дечји глауком
- спастична параплегија
- наследна фиброматоза десни
- дисгенеза јајника
- карцином ендометријума
- породичне фебрилне конвулзије
- породична артеријска анеуризма
- урођени хипотироидизам
- нефронофтиза
- карцином дебелог црева
- епилепсија и др.